# Castanopsis longispina
Castanopsis longispina là một loài thực vật có hoa trong họ Fagaceae. Loài này được (King ex Hook.f.) C.C.Huang & Y.T.Zhang mô tả khoa học đầu tiên năm 1992.